# De koppelaarster (Gerard van Honthorst)
De koppelaarster, in de literatuur ook Koppelaarster, is een schilderij uit 1625 van de Utrechtse kunstschilder Gerard van Honthorst, in olieverf op een oppervlakte van 71 bij 104 centimeter. Het schilderij op paneel maakt deel uit van de collectie van het Centraal Museum, na aankoop in 1951 dankzij steun van de Vereniging Rembrandt.

## Context
Van Honthorst behoorde tot de Utrechtse caravaggisten. Van 1610 tot 1620 verbleef hij in Italië, waar hij zich specialiseerde in nachtstukken met een sterk clair-obscur, wat hem de bijnaam Gerardo delle Notti opleverde.

## Beschrijving
Het schilderij toont een jonge vrouw met uitdagend decolleté, die verleidelijk lacht en in gezelschap is van een man met een geldbuidel en een oudere vrouw. Ze bevinden zich in een ondiepe ruimte. Het licht van de kaars op tafel benadrukt de inkijk van het decolleté van de jonge vrouw en haar kleurige kleding met verentooi. Links houdt een oude koppelaarster, waarvan één tand aan de buitenkant van haar gesloten mond uitsteekt, in de gaten wat er gebeurt. De luit verwijst in dit geval naar een voorwerp van prostituées en heeft daarmee een erotische betekenis. De luit staat hier ook symbool voor het vrouwelijk geslachtsdeel en onkuisheid. Het schilderij zit vol contrasten, niet alleen tussen licht en donker, maar ook tussen jong en oud. Een klein deel van de rechtertepel van de jonge vrouw is nog net zichtbaar.
Een schilderij met soortgelijke thematiek is afkomstig van Van Honthorsts collega Dirck van Baburen. De jonge vrouw komt ook voor op andere schilderijen van Van Honthorst.

## Afbeeldingen

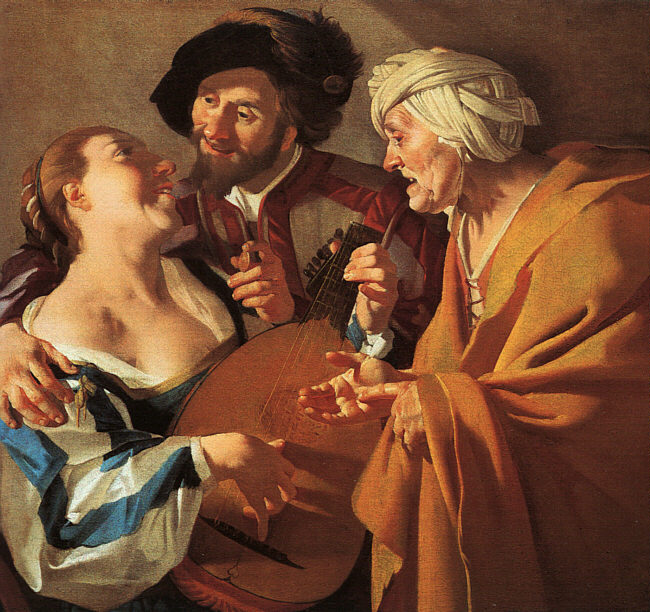
De koppelaarster door Dirck van Baburen uit 1622.
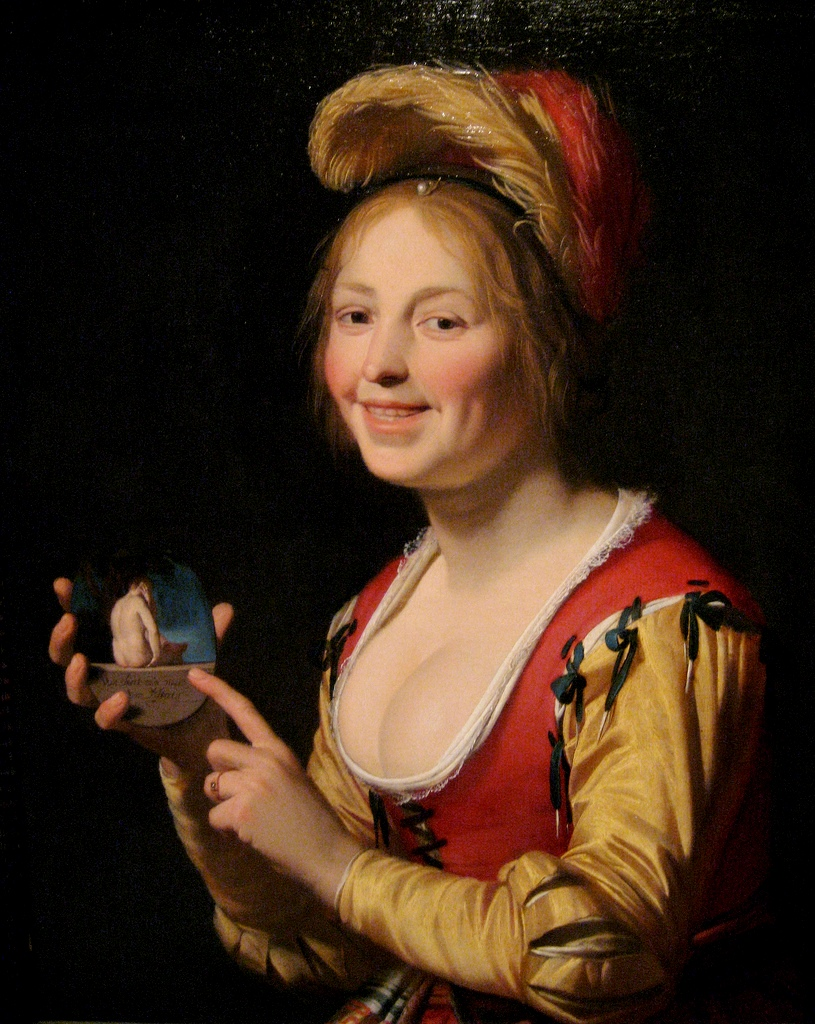
Van Honthorsts Jonge vrouw met een medaillon, eveneens uit 1625, zelfde model.